# NGC 3860B
NGC 3860B is een compact sterrenstelsel in het sterrenbeeld Leeuw. Het hemelobject werd op 27 april 1785 ontdekt door de Duits-Britse astronoom William Herschel.

## Synoniemen
- MCG 3-30-87
- ZWG 97.114
- PGC 36565